# Uranoscopus marisrubri
Uranoscopus marisrubri is een straalvinnige vissensoort uit de familie van sterrenkijkers (Uranoscopidae). De wetenschappelijke naam is voor het eerst gepubliceerd in 1987 door Brüss.